# Elecciones generales de Costa Rica de 1962
El domingo 4 de febrero de 1962 acontecieron las elecciones nacionales costarricenses para elegir al Presidente, Vicepresidentes y Diputados de la República. Resultó elegido Chico Orlich del Partido Liberación Nacional quien ya había sido candidato en la elección anterior perdiendo ante Mario Echandi del conservador Partido Unión Nacional. El candidato oficialista fue Otilio Ulate Blanco buscando la reelección. Para estos comicios el presidente Mario Echandi había iniciado un proceso de reconciliación nacional permitiendo el reingreso de Rafael Ángel Calderón Guardia, familia y allegados, al país, por lo que el calderonismo pudo presentar al propio Calderón como su candidato, rompiendo la alianza con el PUN y luego superando en votos incluso a Ulate.

## Historia
En un congreso de dirigentes liberacionistas Orlich se impuso sobre el otro precandidato Daniel Oduber Quirós con 931 votos sobre 641. Jorge Rossi y la facción rossista que había dejado las filas verdes en la campaña anterior formando el Partido Independiente regresaron al liberacionismo y el partido también recibió el apoyo de la Unión Cívica Revolucionaria de Frank Marshall, por lo que el liberacionismo (o el anticalderonismo) se encontraba sólidamente unificado, probablemente motivado por la candidatura de Calderón. 

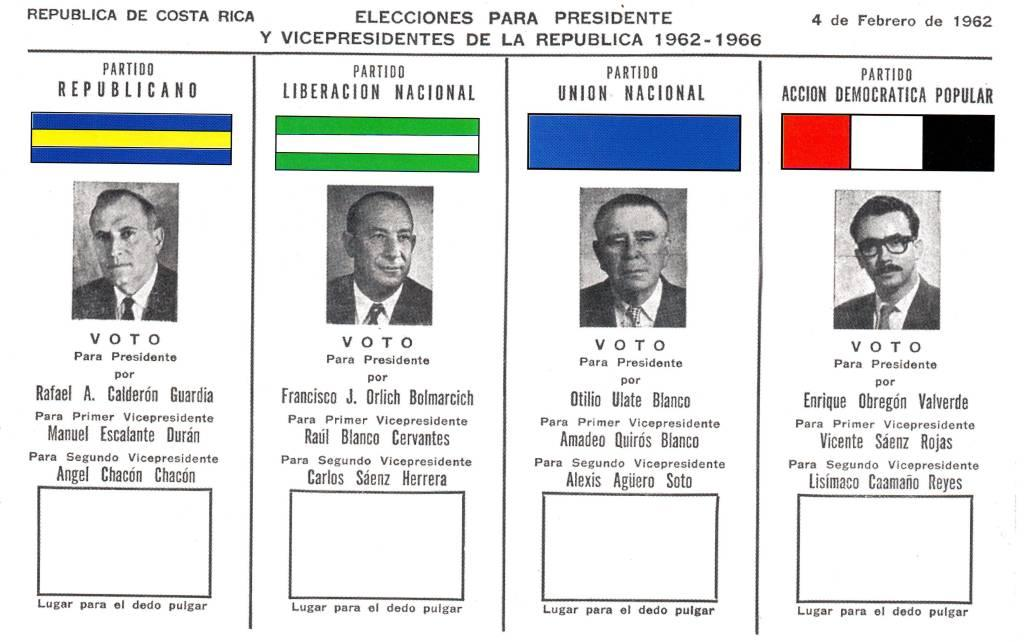
Papeleta utilizada en esta elección.

Calderón afirmó que aceptaba la postulación presidencial «Porque se lo pide el pueblo» y prometiendo la reforma agraria. José Figueres, el enemigo histórico de Calderón, calificó su candidatura como «bofetada a la dignidad nacional». Incluso hubo esfuerzos por lograr que Ulate y su partido se unieran al PLN, negociaciones que fallaron debido al amargo distanciamiento entre Ulate y Figueres, antiguos aliados durante la guerra civil.
La izquierda intentó reinscribir el Partido Vanguardia Popular pero, en un ambiente tenso de guerra fría, la Asamblea aplicó la normativa constitucional vigente e ilegalizó nuevamente a VP, aun así en esta campaña Enrique Obregón, exdiputado liberacionista, fundó el Partido Acción Democrática Popular que se proclamaba socialista pero no comunista así que no era ilegal y los líderes de Vanguardia le dieron la adhesión a Obregón y apoyaron su partido.

## Temas
Los cuatro partidos prometían realizar la reforma agraria. La propaganda republicana incluso aducía «Ayer reforma social hoy reforma agraria» tratando de recordar sus antiguas glorias. 
Debido a la reciente Revolución cubana el discurso propagandístico fue tremendamente anticomunista y los candidatos de los principales partidos; PLN, PRN y PUN, se acusaban mutuamente de tener vínculos con el comunismo y estos partidos, así como la organización privada de extrema derecha el Movimiento Costa Rica Libre, acusaban principalmente al PAPD de ser una fachada comunista y mantenían un discurso rabiosamente antisoviético

## Partidos participantes
El Partido Republicano Nacional de Rafael Ángel Calderón Guardia no utilizó su tradicional bandera de franjas roja, amarilla y azul, sino una de color azul y amarillo, misma que luego sería la bandera de la coalición Unificación Nacional que unificó al calderonismo con el ulatismo.

### Partidos nacionales
| Partido | Partido                            | Posición        | Ideología              |
| ------- | ---------------------------------- | --------------- | ---------------------- |
|         | Partido Liberación Nacional        | Centroizquierda | Socialdemocracia       |
|         | Partido Republicano Nacional       | Centroderecha   | Calderonismo           |
|         | Partido Unión Nacional             | Derecha         | Liberalismo            |
|         | Partido Acción Democrática Popular | Izquierda       | Socialismo democrático |

### Partidos provinciales
| Partidos                         | Provincia  |
| -------------------------------- | ---------- |
| Partido Alajuelense Solidario    | Alajuela   |
| Partido Alajuelense              | Alajuela   |
| Movimiento Depuración Nacional   | San José   |
| Unión Guanacasteca Independiente | Guanacaste |
| Renovación Nacional              | Limón      |

## Resultados

### Presidente y Vicepresidentes
|  | 50.29 % |

|  | 35.34 % |

|  | 13.49 % |

|  | 0.87 % |

|  | 97.95 % |

|  | 0.77 % |

|  | 1.28 % |

|  | 100.00 % |

|  | 80.87 % |

#### Resultado por provincia
| Distrito   | Orlich (PLN) | Orlich (PLN) | Calderón (PRN) | Calderón (PRN) | Ulate (PUN) | Obregón (PADP) | Obregón (PADP) | Obregón (PADP) |
| Distrito   | Votos        | %            | Votos          | %              | Votos       | %              | Votos          | %              |
| ---------- | ------------ | ------------ | -------------- | -------------- | ----------- | -------------- | -------------- | -------------- |
| Alajuela   | 36.821       | 51,87        | 20.937         | 29,49          | 12.836      | 18,08          | 399            | 0,56           |
| Cartago    | 26.764       | 56,68        | 14.534         | 30,78          | 5.690       | 12,05          | 229            | 0,48           |
| Guanacaste | 17.962       | 54,36        | 11.018         | 33,34          | 3.881       | 11,74          | 184            | 0,56           |
| Heredia    | 13.524       | 47,63        | 11.016         | 38,79          | 3.538       | 12,46          | 318            | 1,12           |
| Limón      | 6.801        | 44,96        | 7.060          | 46,67          | 1.107       | 7,32           | 158            | 1,04           |
| Puntarenas | 13.756       | 43,94        | 13.196         | 42,15          | 3.731       | 11,92          | 624            | 1,99           |
| San José   | 77.222       | 49,07        | 57.772         | 36,71          | 20.957      | 13,32          | 1.427          | 0,91           |
| Total      | 192.850      | 50,29        | 135.533        | 35,34          | 51.740      | 13,49          | 3.339          | 0,87           |

### Asamblea Legislativa
Las elecciones legislativas de 1962 se realizaron en Costa Rica el 4 de febrero al mismo tiempo que las presidenciales. Las dos principales fuerzas opositoras al Partido Liberación Nacional; el Partido Republicano y la Unión Nacional, fueron separadas causando el triunfo contundente del liberacionismo que obtuvo mayoría simple. La izquierda era ilegal pues la Constitución prohibía la inscripción de partidos comunistas, sin embargo, se inscribió el Partido Acción Democrática Popular claramente de izquierda, cuya existencia fue tolerada e incluso obtuvo un diputado. 
|                                 |                                           |         |        |         |        |
| Partido                         | Partido                                   | Votos   | %      | Escaños | +/–    |
|                                 | Partido Liberación Nacional (PLN)         | 184,135 | 48,85  | 29      | +9     |
|                                 | Partido Republicano Nacional (PRN)        | 126,249 | 33,49  | 18      | +8     |
|                                 | Partido Unión Nacional (PUN)              | 50,021  | 13,27  | 8       | -2     |
|                                 | Partido Acción Democrática Popular (PADP) | 6,256   | 2,46   | 2       | Nuevo  |
|                                 | Partido Alajuelense Solidario (PAS)       | 3,358   | 0,89   | 0       | Nuevo  |
|                                 | Partido Alajuelense (PA)                  | 1,698   | 0,45   | 0       | Nuevo  |
|                                 | Movimiento Depuración Nacional (MDN)      | 1,192   | 0,32   | 0       | Nuevo  |
|                                 | Unión Guanacasteca Independiente (UGI)    | 903     | 0,24   | 0       | Nuevo  |
|                                 | Renovación Nacional (RN)                  | 125     | 0,03   | 0       | Nuevo  |
|                                 |                                           |         |        |         |        |
| Votos válidos                   | Votos válidos                             | 376.843 | 96,28  | –       | –      |
| Votos en blanco                 | Votos en blanco                           | 8.186   | 2,09   | –       | –      |
| Votos nulos                     | Votos nulos                               | 6.377   | 1,63   | –       | –      |
| Total                           | Total                                     | 391.406 | 100,00 | 57      | +12    |
| Registrados/Participación       | Registrados/Participación                 | 483.980 | 80,87  | +16,18  | +16,18 |
| Fuente: TSE; Election Resources |                                           |         |        |         |        |

#### Provincial
| Provincia  | Liberación Nacional | Liberación Nacional | Republicano Nacional | Republicano Nacional | Unión Nacional | Unión Nacional | Acción Democrática Popular | Acción Democrática Popular | Alajuelense Solidario | Alajuelense Solidario | Alajuelense | Alajuelense | Depuración Nacional | Depuración Nacional | Unión Guanacasteca Independiente | Unión Guanacasteca Independiente | Renovador Nacional | Renovador Nacional |   |
| Provincia  | %                   | #                   | %                    | #                    | %              | #              | %                          | #                          | %                     | #                     | %           | #           | %                   | #                   | %                                | #                                | %                  | #                  |   |
| ---------- | ------------------- | ------------------- | -------------------- | -------------------- | -------------- | -------------- | -------------------------- | -------------------------- | --------------------- | --------------------- | ----------- | ----------- | ------------------- | ------------------- | -------------------------------- | -------------------------------- | ------------------ | ------------------ | - |
| Provincia  | San José            | 47.1                | 9                    | 34.4                 | 7              | 13.0           | 2                          | 2.6                        | 2                     | 2.2                   | 0           | -           | -                   | 0.8                 | 0                                | -                                | -                  | -                  | - |
| Alajuela   | 50.3                | 6                   | 28.0                 | 3                    | 17.0           | 2              | 2.3                        | 0                          | -                     | -                     | 2.4         | 0           | -                   | -                   | -                                | -                                | -                  | -                  |   |
| Cartago    | 56.2                | 4                   | 29.8                 | 2                    | 12.8           | 1              | 1.2                        | 0                          | -                     | -                     | -           | -           | -                   | -                   | -                                | -                                | -                  | -                  |   |
| Heredia    | 47.6                | 2                   | 36.8                 | 1                    | 12.6           | 1              | 3.0                        | 0                          | -                     | -                     | -           | -           | -                   | -                   | -                                | -                                | -                  | -                  |   |
| Puntarenas | 42.9                | 3                   | 40.1                 | 2                    | 12.1           | 1              | 4.9                        | 0                          | -                     | -                     | -           | -           | -                   | -                   | -                                | -                                | -                  | -                  |   |
| Limón      | 45.3                | 2                   | 44.1                 | 1                    | 7.0            | 0              | 2.8                        | 0                          | -                     | -                     | -           | -           | -                   | -                   | -                                | -                                | 0.8                | 0                  |   |
| Guanacaste | 52.3                | 3                   | 32.2                 | 2                    | 11.9           | 1              | 0.8                        | 0                          | -                     | -                     | -           | -           | -                   | -                   | 2.8                              | 0                                | -                  | -                  |   |
| Total      | 48.9                | 29                  | 33.5                 | 18                   | 13.3           | 8              | 2.5                        | 2                          | 0.9                   | 0                     | 0.5         | 0           | 0.3                 | 0                   | 0.2                              | 0                                | 0.1                | 0                  |   |

## Concejos municipales
| Partidos                  | Partidos                           | Votos   | %      | ±      | Regidores | Regidores | Síndicos | Síndicos |
| Partidos                  | Partidos                           | Votos   | %      | ±      | Total     | +/-       | Total    | +/-      |
| ------------------------- | ---------------------------------- | ------- | ------ | ------ | --------- | --------- | -------- | -------- |
|                           | Partido Liberación Nacional        | 187,293 | 49.87  | +7.34  | 148       | +23       | 280      | +17      |
|                           | Partido Republicano Nacional       | 126,849 | 33.78  | +12.87 | 93        | +46       | 42       | +19      |
|                           | Partido Unión Nacional             | 51,239  | 13.64  | -10.47 | 31        | -39       | 2        | -30      |
|                           | Partido Acción Democrática Popular | 6,643   | 1.77   | Nuevo  | 2         | Nuevo     | 2        | Nuevo    |
|                           | Partido Acción Solidarista         | 1,371   | 0.37   | Nuevo  | 1         | Nuevo     | 0        | Nuevo    |
|                           | Partido Alajuelense                | 724     | 0.19   | Nuevo  | 0         | Nuevo     | 0        | Nuevo    |
|                           | Unión Guanacasteca Independiente   | 550     | 0.15   | Nuevo  | 0         | Nuevo     | 0        | Nuevo    |
|                           | Movimiento Depuración Nacional     | 470     | 0.13   | Nuevo  | 0         | Nuevo     | 0        | Nuevo    |
|                           | Renovación Nacional                | 416     | 0.11   | Nuevo  | 0         | Nuevo     | 0        | Nuevo    |
|                           |                                    |         |        |        |           |           |          |          |
| Votos válidos             | Votos válidos                      | 375.555 | 95,88  |        |           |           |          |          |
| Votos en blanco           | Votos en blanco                    | 10.221  | 2,61   |        |           |           |          |          |
| Votos nulos               | Votos nulos                        | 5.932   | 1,51   |        |           |           |          |          |
| Total                     | Total                              | 391.708 | 100,00 | -      | 275       | +21       | 324      | +4       |
| Registrados/Participación | Registrados/Participación          | 483.980 | 80,93  |        |           |           |          |          |
|                           |                                    |         |        |        |           |           |          |          |
| Fuente                    |                                    |         |        |        |           |           |          |          |